# Chlorotettix pinus
Chlorotettix pinus är en insektsart som beskrevs av Delong 1945. Chlorotettix pinus ingår i släktet Chlorotettix och familjen dvärgstritar. Inga underarter finns listade i Catalogue of Life.